# ラ・ブルゴーニュ

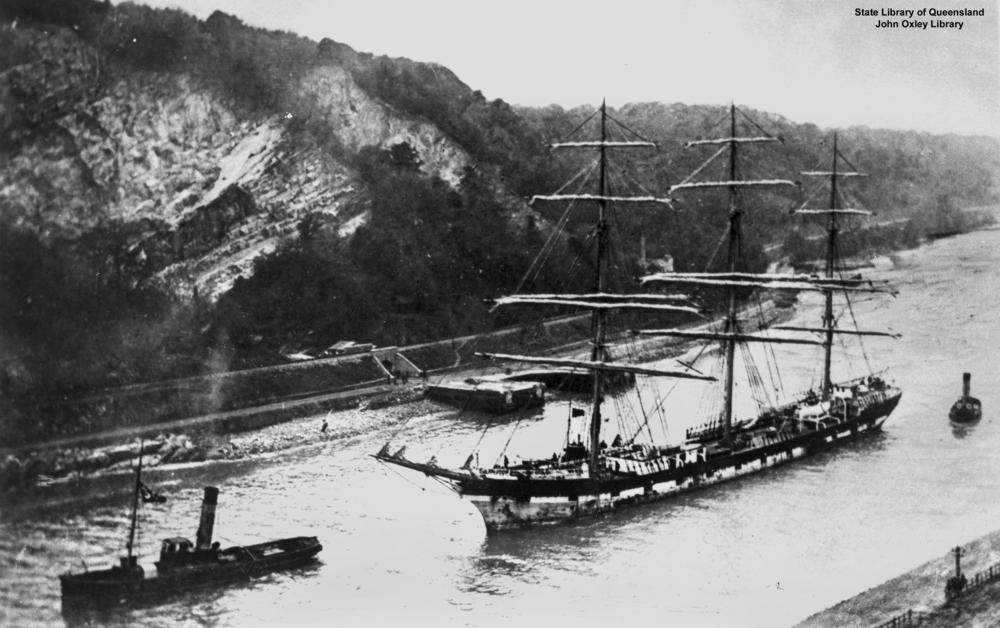
Cromartyshire

ラ・ブルゴーニュ (SS La Bourgogne) はフランスのオーシャン・ライナーである。1898年に沈没し549人が死亡したが、乗員の48%が生還したのに対し乗客は13%しか生還しなかったことで有名となった。

## 建造
同船は大西洋横断総合会社（フレンチライン）へ引き渡すため、1885年にラ・セーヌ＝シュル＝メールの地中海造船所で建造された。総トン数7,395トン、全長494.4フィート (150.7 m)、全幅52.2フィート (15.9 m)であった。また2本の煙突、4本のマストを有し鉄鋼製、1軸推進で速力は17ノット (20 mph)であった。定員は一等客390人、二等客65人、三等客600人であった。

## 船歴
1885年10月8日に進水し、1886年6月19日にル・アーヴルからニューヨークまでの処女航海を行った。1886年には、「ラ・ブルゴーニュ」はル・アーヴル-ニューヨーク間の航路を7日余りで航行した。これにより同社はニューヨークの郵便事業で首位となり、大西洋横断記録を競うきっかけになった。1896年2月にはアメリカ海岸沖でアトラス汽船会社の蒸気船「アイルサ」 (Ailsa) と衝突し沈没させている。1897～1898年に4段膨張機関を装備しマストを2本に減らした。

## 沈没
1898年7月4日の午前5時直前、セーブル島の南沖60海里で濃霧の中イギリスの帆船「クロマーティシャイア」 (Cromartyshire) と衝突し沈没した。「クロマーティシャイア」の船長オスカー・ヘンダーソンは霧笛を鳴らしながら航行していたところ、他船の汽笛を聞いたが方位を確定できず「ラ・ブルゴーニュ」の右舷側中央部に衝突した。なお、衝突した区画にいた大半の乗客は眠っていた。衝突箇所に隣隣する区画もすぐに満水となったが、右舷側の救命ボートは損傷しており、さらに船が大きく傾いたため左舷側の救命ボートを降下することも困難になった。
当時、乗客506人と乗員220人が乗船しうち549人が死亡したが、その中にはトルコ人レスラーのユースフ・イスマイル (Yusuf İsmail) 、アメリカ人指導者/彫刻家のエミール・H・ワーツ (Emil H. Wuertz) 、アメリカ人画家のデー・スコット・エヴァンス 、フランスの画家、音楽家、レオン・プルトー、アルメニア正教会の司祭のステパン・デア・ステパニアン牧師 (Rev. Stepan Der Stepanian) とその妻および3人の子供、3人のボストン交響楽団員が含まれていた。生存者はわずか173人であったがうち乗客は70人未満であり、女性は1人のみが救助され、子供は全員死亡した。沈みゆく船から脱出の際、大混乱が発生し、救命ボートの取り合いが起こったが、船員は乗客を助けようとはせず、そればかりか乗客が救命ボートに乗り込もうとするのを阻止しようとした。この行為は大いに非難を浴びた。生き残った乗員はニューヨークに到着するまで警察の保護が必要であった。